# خورخي إسحاق
خورخي إسحاق (بالإسبانية: Jorge Isaac) هو موسيقي فنزويلي، ولد في 1974.